# Plesioneuron dryas
Plesioneuron dryas är en kärrbräkenväxtart som beskrevs av Holtt. Plesioneuron dryas ingår i släktet Plesioneuron och familjen Thelypteridaceae. Inga underarter finns listade.